# 요하네스 바이스

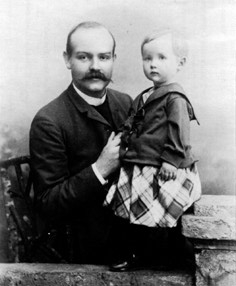
요하네스 바이스

요하네스 바이스 (Johannes weiß, Johannes Weiss, 1863년 12월 13일- 1914년 8월 24일)는 독일의 개신교 신학자이며 성경주석가이다. 알버트 슈바이처와 함께 철저하게 임박한 재림을 강조하는 철저한 종말론을 주장하였다.

## 역사
요하네스 바이스는 키엘에서 번하드 바이스의 아들로 태어났다. 말버그 대학교, 베를린 대학교, 괴팅겐 대학교, 그리고 브레라우 대학교에서 공부하였다.  그는 말버그 대학교, 괴팅겐 대학교 그리고 하이델베르그 대학교에서 교수를 하였다. 신약성경 비평사 발전에 큰 영향을 주었다. 하이델베르그에서 죽었다.